# Liam Aiken
Liam Aiken, född 7 januari 1990 i New York, är en amerikansk skådespelare som bland annat spelat Klaus Baudelaire i filmen Lemony Snickets berättelse om syskonen Baudelaires olycksaliga liv.
Liam sökte till rollen som Harry Potter, men Daniel Radcliffe fick rollen, eftersom de behövde en "hel-brittisk" accent.

## Filmografi, i urval
- 1998 – Vid din sida
- 2001 – Ljuva November
- 2002 – Road to Perdition
- 2004 – Lemony Snickets berättelse om syskonen Baudelaires olycksaliga liv